# میدوی، شهرستان میسیسیپی، آرکانزاس
میدوی (به انگلیسی: Midway) یک منطقهٔ مسکونی در ایالات متحده آمریکا است که در شهرستان میسیسیپی، آرکانزاس واقع شده‌است. میدوی ۷۲٫۸۵ متر بالاتر از سطح دریا واقع شده‌است.